# Taça Independência (1972)

Locais da Taça Independência

A Taça Independência, também chamada pela imprensa brasileira como Minicopa, foi uma competição amistosa de futebol entre seleções nacionais organizada pela Confederação Brasileira de Desportos. O evento esportivo fez parte das comemorações do Sesquicentenário da Independência do Brasil (150 anos). O torneio foi realizado no período de 11 de junho a 9 de julho de 1972. Além do Brasil, disputaram-na países sul-americanos, europeus e as seleções da África e da CONCACAF totalizando 20 equipes.
Vários países convidados deixaram de participar em função de compromissos diversos. A final foi entre a Seleção Brasileira e Portugal, no Estádio do Maracanã, em 9 de julho de 1972. O Brasil sagrou-se campeão ao vencer por 1 a 0, gol de Jairzinho aos 44 minutos do segundo tempo.
O Brasil já não contava com Pelé, que havia se despedido da Seleção em 1971. Mas ainda tinha a base campeã na Copa do Mundo de 1970: Jairzinho, Tostão, Clodoaldo, Gérson e Rivelino, principalmente. A final foi a última partida de Gérson na seleção.
O time de Portugal era composto basicamente pelo time do Benfica: Eusébio, Jaime Graça, José Henrique, Humberto Coelho, Rui Jordão e Toni. Apesar da boa campanha nessa oportunidade, o time não conseguiria classificação para as Copas de 1974 e 1978.
O iugoslavo Dušan Bajević foi o artilheiro da competição com 13 gols marcados.

## Estádios
O torneio foi disputado em 12 cidades: Aracaju, Belo Horizonte, Campo Grande, Curitiba, Maceió, Manaus, Natal, Porto Alegre, Recife, Rio de Janeiro, Salvador e São Paulo
| Aracaju               | Belo Horizonte      | Belo Horizonte        | Campo Grande       |
| --------------------- | ------------------- | --------------------- | ------------------ |
| Batistão              | Mineirão            | Estádio Independência | Morenão            |
| Capacidade: 45,000    | Capacidade: 110,000 | Capacidade: 23,000    | Capacidade: 40,000 |
|                       |                     |                       |                    |
| Curitiba              | Maceió              | Manaus                | Natal              |
| Estádio Couto Pereira | Estádio Rei Pelé    | Vivaldão              | Machadão           |
| Capacidade: 37,182    | Capacidade: 20,551  | Capacidade: 31,000    | Capacidade: 42,000 |
|                       |                     |                       |                    |
| Porto Alegre          | Recife              | Rio de Janeiro        | Salvador           |
| Estádio Beira-Rio     | Estádio do Arruda   | Maracanã              | Estádio Fonte Nova |
| Capacidade: 106,000   | Capacidade: 60,000  | Capacidade: 200,000   | Capacidade: 80,000 |
|                       |                     |                       |                    |
| São Paulo             | São Paulo           |                       |                    |
| Estádio do Pacaembu   | Estádio do Morumbi  |                       |                    |
| Capacidade: 40,000    | Capacidade: 150,000 |                       |                    |
|                       |                     |                       |                    |

## O torneio
A competição foi realizada para comemorar os 150 anos da independência. Além da Taça Independência, outros eventos esportivos foram realizados, como a Olimpíada do Exército e a Corrida do Fogo Simbólico da Pátria. O campeonato ocupou 12 cidades de todas as regiões do país: Aracaju, Belo Horizonte, Campo Grande, Curitiba, Maceió, Recife, Rio de Janeiro, Salvador, Manaus, Natal, Porto Alegre e São Paulo.
O torneio teve mais participantes do que a Copa do Mundo FIFA de 1970, ocorrida no México, e foi o maior torneio internacional de futebol organizado em terras brasileiras desde a Copa de 1950, só superada em número de seleções internacionais pela Copa de 2014, 42 anos depois. Nas primeiras fases do torneio, alguns estádios ficaram quase vazios. A solução foi a distribuição de ingressos a estudantes universitários e secundaristas, além do sorteio de brindes durante as partidas.
Itália e Inglaterra declinaram o convite para participar do torneio. A Alemanha Ocidental e a URSS estavam envolvidos com o Campeonato Europeu de Futebol de 1972, os alemães declinaram o convite e os soviéticos mandaram um time alternativo. A Concacaf e a Seleção da CAF mandaram combinados regionais. Iugoslávia, França, Portugal e as seleções sul-americanas vieram com força máxima.
A CBD teve uma despesa total de US$ 4 milhões (o equivalente a Cr$ 21 milhões) na organização do torneio, incluindo passagens internacionais, hospedagem, viagens e a cota de participação de cada seleção. A entidade esperava recuperar US$ 3,5 milhões em receitas. Ao campeão, estava reservado um prêmio total de US$ 150 mil líquidos, distribuído entre as partidas da segunda fase e a final – que valeria sozinha US$ 50 mil. O torneio teve uma ampla cobertura televisiva para o Brasil e o mundo, por meio de um ‘pool’ de emissoras formado por Globo, Tupi e a Rede de Emissoras Independentes (REI), de São Paulo. A Globo exibiu dez partidas, a Tupi mostrou nove e a REI produziu os tapes para o exterior. Os jogos eram exibidos ao vivo para todo o Brasil, menos para as cidades onde eram disputados, que ficavam com a exibição do videotape, mais tarde. O torneio foi patrocinado pela União de Bancos Bradesco, a Esso, a Souza Cruz e a Gillette.
Segundo Jairzinho: "Tivemos uma responsabilidade imensa de estar jogando no Brasil sem a presença do nosso maior ídolo, Edson Arantes do Nascimento, o Pelé.".

## Descrição dos jogos
Descrição das partidas conforme os jornais da época. Argentina 2 a 0 África do Sul. Domichinhi cruzou, Fischer marcou. Fischer passou a Mastrangelo, Edouard deu um encontrão, mas a bola sobrou para Mastrangelo marcar. 2 a 0. França 5 a 0 na Seleção da Concacaf. Revelli sofre penalti de Nazarie. Bereta cobrou. 1 a 0. Mezy lançou Revelli. 2 a 0. Revelli em jogada individual 3 a 0. Reveli para Floch. 4 a 0. Michel para Revelli. 5 a 0. Peru 2 a 0 na Bolívia. Penalti em Sotil cometido por Antelo. Gallardo. 1 a 0. Munante cruzou e Sotil fez o segundo. 2 a 0. Paraguai 4 a 1 na Venezuela (Gimenez, Escobar, Escobar para Maldonado, Olivares e Maldonado). Portugal 3 a 0 no Equador (Toni para Eusébio, Dinis e Toni para Eusébio). Irlanda 2 a 1 na Ásia (Gielichkhani, Leech e Givens).
Portugal 3 a 0 no Irã (Jordão para Eusébio, Dinis em rebote do goleiro, Nene bateu corner e Humberto guardou). Chile 2 a 1 Equador (Delgado de fora da área, Gaete cruzou e Casetti marcou, Lasso cruzou e Guine descontou). Iugoslavia 10 a 0 Venezuela (Dzazic cruzou para Oslac, Popovida cruzou para Bajovic, Papovida para Bapivic, Acimovic para Dzazic, Bajovic para Acimovic, Acimovic para Bajovic, Matunic de falta, Krivojut para Bajovic de cabeça, Bradiski para Bajovic, Krivojuk para Bajovic). Paraguai 1 a 0 no Peru (Godoy) 
França 2 a 0 na África (Revelli para Blanchet, Blanchet para Floch). Colombia 4 a 3 Concacaf (Pineros, Pineros dois passes para Lugo, Reiner duas vezes, Moron e Désir.
Argentina 7 a 0 em Concacaf (Mastrángelo para Más, Fischer, Más no rebote do goleiro, Fischer, Más cruzou e Bianchi marcou, Pastorizza para Fischer e Más para Fischer). Portugal 4 a 1. (Dinis bateu escanteio para Humberto, Dinis, goleiro soltou e Cazelbe descontou, Eusébio chutou a boa desviou na defesa e sobrou para Dinis, Nene para Eusébio). Irlanda 3 a 2 (Rogers, Coronel, Rogers para Martin, Lasso, O'Connor). Peru 1 a 0 Venezuela (Sotil para Ramirez). Bolívia 1 a 1 Iugoslávia. (Drazic, Barriente).
Chile 2 a 1 Irlanda (Caszely, Fouillox, Rogers). Equador 1 a 1 Irã. (Spencer desviou de cabeça para Lasso, Parvia de rebote da defesa emendou um chute). Iugoslávia 2 a 1 Paraguai (Escobar, Krivockuca cruzou, Bajevic empatou, Acimovic cruzou e Bajovic virou). Bolívia 2 a 2 Venezuela (Rimazza de rebote, Goleiro soltou e Iliarte fez o segundo, Mendonza de fora da área, Leano de fora da área).
Argentina 4 a 1 Colômbia (Más para Bianchi, Pastorizza para Bianchi, cruzamento de Más para Vargas, Bianchi de rebote, Brand para Morón). Africa 0 0 Concacaf.
Chile 2 a 1 Irã. (Caszely no rebote da trave, Foulliloux cruzou e Caszely marcou, Helwaii). Portugal 2 a 1 Irlanda. (Peres, Peres a Nene e Leech em rebote da defesa). Iugoslvaia 2 a 1 Peru (Popovida para Bajovic, Sotil para Ramirez, Bajovic no rebote). Paraguai 6 a 1 Bolívia (Arrua para Maldonado, Arrua de rebote, Arrua de penalti, Arrua para Maldonado, Oliveira cruzou e Molinas fez contra, Maldonado para Arrua, Arrua para Dos Santos). França 0 a 0 Argentina. Africa 3 a 0 Colômbia. (Pokou, Tokotoko duas vezes).
A fase final começou com Brasil 0 x 0 Tchecoslováquia. Portugal 3 a 1 Argentina (Peres para Adolfo, Bianchi para Brindisi, Adolfo para Eusébio, Jordão chuta e Dinis conclui). URSS 1 a 0 Uruguai (Elisev para Olishenko). Iugoslvaia 2 a 2 Escócia (McCary em rebote da defesa, Popovida para Bajovic, Dennis Law para McCary, Jerkovic de fora da área).
Brasil 3 a 0 Iugoslávia. (Marco Antonio bate falta e Leivinha de cabeça, Rivellino bate falta e Leivinha faz o segundo, Jairzinho driblou, perdeu e passou novamente pelo zagueiro e guardou). Portugal 1 a 1 Uruguai. (Morena cruzou para Lettuda que desviou para Pavoni, Dinis centrou e Peres empatou). Tchecoslováquia 0 a 0 Escócia. Argentina 1 a 0 na URSS. (Pastorizza).
Brasil 1 a 0 Escócia (Rivellino para Jairzinho).
Portugal 1 a 0 na Urss (Dinis para Jordão). Argentina 1 a 0 Uruguai (Avallay para Más). Iugoslávia 2 a 1 Tchecoslováquia. (Stepanovich para Bajovic, Dzazic fez um gol de placa passando por três adversários, Boskovic contra em centro de Terteny).
Brasil 1 a 0 Escócia (Rivellino para Jairzinho).
Iugoslávia 4 a 2 Argentina.(Petkovic cruzou, Santoro desviou e Bajovic fez o primeiro, Katlinski no rebote do goleiro, Brindisi de penalti, Dzavic de falta, Bajovic aproveitou recuou errada da zaga, Brindisi em penalti). Brasil 1 a 0 em Portugal (Rivellino bate falta para Jairzinho).
O artilheiro da competição foi o iugoslavo Dušan Bajević com 13 gols e o líder de assistências o argentino Oscar Más com 4 passes para gol. O Brasil só entrou na segunda fase, a seleção disputou menos partidas. O artilheiro do Brasil foi Jairzinho com 3 gols e o líder de assistências Rivellino com 3 passes para gol. Os gols das duas últimas partidas do Brasil foram passes de Rivellino para Jairzinho.

## Fase de Grupos

### Grupo A
| Pos. | Seleção   | P  | J | V | E | D | GP | GC | SG  |
| ---- | --------- | -- | - | - | - | - | -- | -- | --- |
| 1    | Argentina | 10 | 4 | 3 | 1 | 0 | 13 | 1  | +12 |
| 2    | França    | 10 | 4 | 3 | 1 | 0 | 10 | 2  | +8  |
| 3    | África    | 4  | 4 | 1 | 1 | 2 | 3  | 4  | −1  |
| 4    | Colômbia  | 3  | 4 | 1 | 0 | 3 | 7  | 13 | −6  |
| 5    | CONCACAF  | 1  | 4 | 0 | 1 | 3 | 3  | 16 | −13 |

| 11 de junho | Argentina                     | 2 − 0 | África | Batistão, Aracaju                              |
|             | Fischer 40' · Mastrángelo 42' |       |        | Público: 12 826 Árbitro: BRA José Faville Neto |

| 11 de junho | França                                         | 5 − 0 | CONCACAF | Fonte Nova, Salvador                          |
|             | Bereta 7' · Revelli 15', 21', 69' · Bulles 82' |       |          | Público: 21 422 Árbitro: GER Kurt Tschenscher |

| 14 de junho | França                   | 2 − 0 | África | Rei Pelé, Maceió                               |
|             | Blanchet 35' · Floch 83' |       |        | Público: 10 000 Árbitro: Predefinição:BBRA BRA |

| 15 de junho | Colômbia                                      | 4 − 3 | CONCACAF                    | Batistão, Aracaju                             |
|             | Pineros 13' · Lugo 15', 17' · Jaime Morón 77' |       | Reiner 38', 59' · Désir 64' | Público: 7 642 Árbitro: CHI Rafael Hormazábal |

| 18 de junho | Argentina                                               | 7 − 0 | CONCACAF | Rei Pelé, Maceió                          |
|             | Fischer 26', 68', 81', 86' · Más 12', 65' · Bianchi 70' |       |          | Público: 8 587 Árbitro: AUT Paul Schiller |

| 18 de junho | Colômbia                      | 2 − 3 | França                              | Fonte Nova, Salvador                     |
|             | Piñeros 23' (pen.) · Mesa 82' |       | Loubet 30', 72' · Molitor 33' (pen) | Público: 10 000 Árbitro: URU Ángel Pazos |

| 22 de junho | CONCACAF | 0 − 0 | África | Fonte Nova, Salvador                     |
|             |          |       |        | Público: 1 928 Árbitro: PER Édison Pérez |

| 22 de junho | Argentina                          | 4 − 1 | Colômbia  | Fonte Nova, Salvador                          |
|             | Bianchi 17', 49', 62' · Vargas 60' |       | Morón 68' | Público: 10 000 Árbitro: GER Kurt Tschenscher |

| 25 de junho | África                     | 3 − 0 | Colômbia | Fonte Nova, Salvador                           |
|             | Pokou 8' · Tokoto 39', 55' |       |          | Público: 10 579 Árbitro: PAR José Romei Cañete |

| 25 de junho | Argentina | 0 − 0 | França | Fonte Nova, Salvador                        |
|             |           |       |        | Público: 6 587 Árbitro: BRA Armando Marques |

### Grupo B
| Pos. | Seleção  | P  | J | V | E | D | GP | GC | SG  |
| ---- | -------- | -- | - | - | - | - | -- | -- | --- |
| 1    | Portugal | 12 | 4 | 4 | 0 | 0 | 12 | 2  | +10 |
| 2    | Chile    | 9  | 4 | 3 | 0 | 1 | 7  | 7  | 0   |
| 3    | Irlanda  | 6  | 4 | 2 | 0 | 2 | 7  | 7  | 0   |
| 4    | Equador  | 1  | 4 | 0 | 1 | 3 | 4  | 9  | −5  |
| 5    | Irã      | 1  | 4 | 0 | 1 | 3 | 3  | 8  | −5  |

| 11 de junho | Portugal                           | 3 – 0 | Equador | Machadão, Natal             |
|             | Eusébio 36' · Dinis 59' · Nené 75' |       |         | Árbitro: ARG Ángel Coerezza |

| 11 de junho | Irlanda                | 2 – 1 | Irã              | Arruda, Recife                                |
|             | Leech 57' · Givens 74' |       | Gielichkhani 10' | Público: 10 500 Árbitro: ITA Aurelio Angonese |

| 14 de junho | Portugal                             | 3 – 0 | Irã | Arruda, Recife                                   |
|             | Eusébio 13' · Dinis 31' · Coelho 72' |       |     | Público: 12 000 Árbitro: COL Guillermo Velásquez |

| 14 de junho | Chile              | 2 – 1 | Equador | Machadão, Natal                   |
|             | Caszely · Crisosto |       | Lasso   | Árbitro: BRA Romualdo Arppi Filho |

| 18 de junho | Portugal                                  | 4 – 1 | Chile       | Arruda, Recife                |
|             | Coelho 14' · Dinis 54', 66' · Eusébio 71' |       | Caszely 56' | Árbitro: ITA Aurelio Angonese |

| 18 de junho | Irlanda                               | 3 – 2 | Equador                 | Machadão, Natal                 |
|             | Rogers 2' · Martin 61' · O'Connor 86' |       | Coronel 36' · Lasso 78' | Árbitro: FRA Michael Kitabdjian |

| 21 de junho | Equador   | 1 – 1 | Irã              | Arruda, Recife                               |
|             | Lasso 15' |       | Ghelichkhani 36' | Público: 5 000 Árbitro: BRA Sebastião Rufino |

| 21 de junho | Chile                       | 2 – 1 | Irlanda    | Arruda, Recife                    |
|             | Caszely 16' · Fouilloux 25' |       | Rogers 79' | Árbitro: BRA Romualdo Arppi Filho |

| 25 de junho | Chile            | 2 – 1 | Irã         | Arruda, Recife                                  |
|             | Caszely 50', 79' |       | Halvaei 85' | Público: 15 000 Árbitro: FRA Michael Kitabdjian |

| 25 de junho | Portugal             | 2 – 1 | Irlanda   | Arruda, Recife              |
|             | Peres 35' · Nené 37' |       | Leech 38' | Árbitro: ARG Ángel Coerezza |

### Grupo C
| Pos. | Seleção    | P  | J | V | E | D | GP | GC | SG  |
| ---- | ---------- | -- | - | - | - | - | -- | -- | --- |
| 1    | Iugoslávia | 10 | 4 | 3 | 1 | 0 | 15 | 3  | +12 |
| 2    | Paraguai   | 9  | 4 | 3 | 0 | 1 | 12 | 4  | +8  |
| 3    | Peru       | 6  | 4 | 2 | 0 | 2 | 5  | 3  | +2  |
| 4    | Bolívia    | 2  | 4 | 0 | 2 | 2 | 4  | 12 | −8  |
| 5    | Venezuela  | 1  | 4 | 0 | 1 | 3 | 3  | 17 | −14 |

| 11 de junho | Peru                                          | 3 – 0 | Bolívia | Couto Pereira, Curitiba         |
|             | Gallardo 7' (pen) · Castañeda 16' · Sotil 31' |       |         | Árbitro: ENG Edwin Keith Walker |

| 11 de junho | Paraguai                                         | 4 – 1 | Venezuela | Morenão, Campo Grande       |
|             | L. Jiménez 2' · Escobar 11' · Maldonado 13', 37' |       | Olivares  | Árbitro: GHA George Lamptey |

| 14 de junho | Iugoslávia | 10 – 0 | Venezuela | Couto Pereira, Curitiba                  |
|             | Dušan Bajević 5', 7', 48', 68', 74' · Džajić 20' · Aćimović 37' · Popivoda 44' · Stepanović 51' · Katalinski 54' |        |           | Público: 5 000 Árbitro: SWE Ove Dahlberg |

| 14 de junho | Paraguai  | 1 – 0 | Peru | Morenão, Campo Grande      |
|             | Godoy 89' |       |      | Árbitro: ISR Abraham Klein |

| 18 de junho | Iugoslávia     | 1 – 1 | Bolívia      | Morenão, Campo Grande                      |
|             | Katalinski 32' |       | Pariente 78' | Público: 15 000 Árbitro: ISR Abraham Klein |

| 18 de junho | Peru           | 1 – 0 | Venezuela | Vivaldão, Manaus                  |
|             | O. Ramírez 65' |       |           | Árbitro: BRA Arnaldo Cézar Coelho |

| 21 de junho | Venezuela                 | 2 – 2 | Bolívia                  | Vivaldão, Manaus         |
|             | Iriarte 15' · Mendoza 49' |       | Rimazza 5' · Blacutt 57' | Árbitro: MAS Oei Poh Hwa |

| 22 de junho | Iugoslávia       | 2 – 1 | Paraguai    | Vivaldão, Manaus                           |
|             | Bajević 50', 86' |       | Escobar 17' | Público: 25 000 Árbitro: ISR Abraham Klein |

| 25 de junho | Paraguai                                                 | 6 – 1 | Bolívia     | Vivaldão, Manaus                  |
|             | Maldonado 7', 67' · Arrúa 57', 59', 67' · dos Santos 86' |       | Molinas 63' | Árbitro: BRA Arnaldo Cézar Coelho |

| 25 de junho | Iugoslávia      | 2 – 1 | Peru           | Vivaldão, Manaus                                        |
|             | Bajević 4', 37' |       | O. Ramírez 11' | Público: 20 000 Árbitro: MEX Alfonso González Archundía |

## Fase Final

### Grupo A
| Pos. | Seleção         | P | J | V | E | D | GP | GC | SG |
| ---- | --------------- | - | - | - | - | - | -- | -- | -- |
| 1    | Brasil          | 7 | 3 | 2 | 1 | 0 | 4  | 0  | +4 |
| 2    | Iugoslávia      | 4 | 3 | 1 | 1 | 1 | 4  | 6  | −2 |
| 3    | Escócia         | 2 | 3 | 0 | 2 | 1 | 2  | 3  | −1 |
| 4    | Tchecoslováquia | 2 | 3 | 0 | 2 | 1 | 1  | 2  | −1 |

| 28 de junho | Brasil | 0 – 0 | Tchecoslováquia | Estádio do Maracanã, Rio de Janeiro            |
|             |        |       |                 | Público: 115 000 Árbitro: GER Kurt Tschenscher |

| 29 de junho | Escócia         | 2 – 2 | Iugoslávia               | Mineirão, Belo Horizonte                   |
|             | Macari 29', 63' |       | Bajević 60' · Buchan 87' | Público: 4 000 Árbitro: ARG Ángel Coerezza |

| 2 de julho | Brasil                            | 3 – 0 | Iugoslávia | Estádio do Morumbi, São Paulo              |
|            | Leivinha 22', 25' · Jairzinho 65' |       |            | Público: 100 000 Árbitro: SWE Ove Dahlberg |

| 2 de julho | Escócia | 0 – 0 | Tchecoslováquia | Estádio Beira-Rio, Porto Alegre              |
|            |         |       |                 | Público: 15 000 Árbitro: BRA Armando Marques |

| 5 de julho | Brasil        | 1 – 0 | Escócia | Estádio do Maracanã, Rio de Janeiro         |
|            | Jairzinho 82' |       |         | Público: 130,000 Árbitro: ISR Abraham Klein |

| 6 de julho | Iugoslávia               | 2 – 1 | Tchecoslováquia | Estádio do Pacaembu, São Paulo              |
|            | Bajević 19' · Džajić 77' |       | Hrušecký 37'    | Público: 3 000 Árbitro: BRA Armando Marques |

### Grupo B
| Pos. | Seleção         | P | J | V | E | D | GP | GC | SG |
| ---- | --------------- | - | - | - | - | - | -- | -- | -- |
| 1    | Portugal        | 7 | 3 | 2 | 1 | 0 | 5  | 2  | +3 |
| 2    | Argentina       | 6 | 3 | 2 | 0 | 1 | 3  | 3  | 0  |
| 3    | União Soviética | 3 | 3 | 1 | 0 | 2 | 1  | 2  | −1 |
| 4    | Uruguai         | 1 | 3 | 0 | 1 | 2 | 1  | 3  | −2 |

| 29 de junho | União Soviética | 1 – 0 | Uruguai | Estádio do Morumbi, São Paulo              |
|             | Onishchenko 59' |       |         | Público: 10 000 Árbitro: ISR Abraham Klein |

| 29 de junho | Portugal                              | 3 – 1 | Argentina    | Maracanã, Rio de Janeiro        |
|             | Calisto 36' · Eusébio 45' · Dinis 47' |       | Brindisi 29' | Árbitro: ENG Edwin Keith Walker |

| 2 de julho | Uruguai    | 1 – 1 | Portugal  | Maracanã, Rio de Janeiro                     |
|            | Pavoni 20' |       | Graça 46' | Público: 50 000 Árbitro: SWI Rudolf Scheurer |

| 2 de julho | Argentina     | 1 – 0 | União Soviética | Mineirão, Belo Horizonte                               |
|            | Pastoriza 75' |       |                 | Público: 8 000 Árbitro: MEX Alfonso González Archundía |

| 6 de julho | Portugal   | 1 – 0 | União Soviética | Mineirão, Belo Horizonte                      |
|            | Jordão 46' |       |                 | Público: 12 000 Árbitro: GER Kurt Tschenscher |

| 6 de julho | Argentina | 1 – 0 | Uruguai | Beira-Rio, Porto Alegre         |
|            | Más 37'   |       |         | Árbitro: ENG Edwin Keith Walker |

### Decisão pelo terceiro lugar
| 9 de julho | Iugoslávia                                     | 4 – 2 | Argentina                     | Maracanã, Rio de Janeiro                                                                                  |
|            | Bajević 26', 83' · Katalinski 37' · Džajić 64' |       | Brindisi 58' (pen), 87' (pen) | Público: 17 000 Árbitro: AUT Paul Schiller Auxiliar 1: BRA José Faville Neto Auxiliar 2: PER Edison Pérez |

- Iugoslávia: Marić; Boškovic, Stepanović, Pavlović, Katalinski  68', Paunović, (→ 46' Hatunić), Petković, (→ 46' Jerković), Oblak, Bajević, Acimovic, Džajić. Treinador: Boškov.
- Argentina: Santoro; Dominichi, Piazza, Bargas, Heredia (→ 71' Rubén Díaz), Raimondo (→ 46' Brindisi), Semenewicz, Pastoriza  68', Mastrángelo, Avallay, Más. Treinador: Pizzuti.

### Final
| 9 de julho | Brasil        | 1 – 0 | Portugal | Maracanã, Rio de Janeiro                                           |
| 18:00      | Jairzinho 89' |       |          | Público: 99 138 Renda: Cr$ 2.528.885,00 Árbitro: ISR Abraham Klein |

| Brasil | Portugal |

| BRASIL:        |    |                |  |     |
|                |    |                |  |     |
| G              | 1  | Leão           |  |     |
| LD             | 4  | Zé Maria       |  |     |
| Z              | 2  | Brito          |  |     |
| Z              | 3  | Vantuir        |  |     |
| LE             | 6  | Marco Antônio  |  | 40' |
| V              | 5  | Clodoaldo      |  |     |
| M              | 8  | Gérson         |  |     |
| M              | 9  | Rivellino      |  |     |
| A              | 7  | Jairzinho      |  |     |
| A              | 10 | Tostão         |  |     |
| A              | 20 | Leivinha       |  | 60' |
| Substituições: |    |                |  |     |
| LE             |    | Rodrigues Neto |  | 40' |
| A              |    | Dario          |  | 60' |
| Treinador:     |    |                |  |     |
| Mário Zagallo  |    |                |  |     |

| PORTUGAL:      |    |             |  |     |
|                |    |             |  |     |
| G              | 1  | Zé Henrique |  |     |
| LD             | 12 | Artur       |  |     |
| Z              | 8  | Humberto    |  |     |
| Z              | 5  | Messias     |  |     |
| LE             | 18 | Adolfo      |  |     |
| M              | 19 | Jaime Graça |  |     |
| M              | 9  | Toni        |  |     |
| M              | 7  | Peres       |  |     |
| A              | 15 | Jordão      |  | 75' |
| A              | 13 | Eusébio     |  |     |
| A              | 14 | Dinis       |  |     |
| Substituições: |    |             |  |     |
| A              | 20 | Artur Jorge |  | 75' |
| Treinador:     |    |             |  |     |
| José Augusto   |    |             |  |     |

| Auxiliares: Keith Walker Guillermo Velásquez |

## Artilharia
13 gols
- Dušan Bajević

5 gols
| - Rodolfo Fischer | - Carlos Caszely | - Joaquim Dinis |

4 gols
| - Eusébio - Miguel Ángel Brindisi - Oscar Más - Carlos Bianchi | - Félix Lasso - Hervé Revelli - Saturnino Arrúa | - Dragan Džajic - Josip Katalinski |

3 gols
- Jairzinho

2 gols
| - Leivinha - Jean-Pierre Tokoto - Carlos Lugo - Jaime Morón - Hernando Pineros | - Charly Loubet - Mick Leech - Eamonn Rogers - Parviz Ghelichkhani - Oswaldo Ramírez | - Humberto Coelho - Nené - Adalberto Escobar - Lou Macari - Edwin Reiner |

1 gol
| - Ernesto Mastrángelo - José Omar Pastoriza - Ángel Vargas - Ramiro Blacutt - Mario Pariente - Jaime Rimazza - Laurent Pokou - Julio Crisosto - Alberto Fouilloux - Orlando Mesa - Anton Hrušecký - Miguel Coronel - Georges Bereta | - Bernard Blanchet - Louis Floch - Marc Molitor - Jean-Claude Désir - Don Givens - Mick Martin - Turlough O'Connor - Majid Halvaei - Hernán Castañeda - Alberto Gallardo - Hugo Sotil - Adolfo Calisto - Jaime Graça | - Rui Jordão - Fernando Peres - Emigdio dos Santos - Tiberio Godoy - Lorenzo Jiménez - Vladimir Onishchenko - Ricardo Pavoni - Ramón Iriarte - Luis Mendoza - Asdrúbal Olivares - Jovan Acimovic - Danilo Popovida - Dragoslav Stepanovic |

Gol-contra
| - Fernando Bulnes (contra a França) | - Pedro Molinas (contra a Bolívia) | - Martin Buchan (contra a Iugoslávia) |

## Assistências
4 Assistências
- Oscar Más

3 Assistências
| - Petar Krivokuća - Jovan Aćimović - Danilo Popivoda | - Saturnino Arrúa - Rivellino - Joaquim Dinis |

2 Assistências
| - Toni - Nené - Fernando Peres | - Rui Jordão - Hervé Revelli - José Omar Pastoriza | - Hernando Piñeros |

1 Assistência
| - Jorge Dominichi - Rodolfo Fischer - Michel Mézy - Henri Michel - Juan José Muñante - Adalberto Escobar | - Cristóbal Wilfrido Maldonado - Adolfo Calisto - Manuel Gaete - Alberto Fouillioux - Félix Lasso - Alberto Spencer | - Dragan Džajić - Dušan Bajević - Blagoje Bratić - Bernard Blanchet - Alejandro Brand - Ernesto Mastrángelo | - Carlos Bianchi - Eamonn Rogers - Hugo Sotil | - Yuriy Yeliseyev - Dennis Law - Marco Antônio Feliciano | - Pierino Alberto Lattuada Sosa |

## Classificação final
| Time                        | J | V | E | D | GP | GC | SG  | Pts |
| --------------------------- | - | - | - | - | -- | -- | --- | --- |
| Brasil                      | 4 | 3 | 1 | 0 | 5  | 0  | +5  | 7   |
| Portugal                    | 8 | 6 | 1 | 1 | 17 | 5  | +11 | 13  |
| Iugoslávia                  | 8 | 0 | 2 | 1 | 2  | 3  | -1  | 12  |
| Argentina                   | 8 | 0 | 2 | 1 | 1  | 2  | -1  | 11  |
| Eliminados na Fase Final    |   |   |   |   |    |    |     |     |
| União Soviética             | 3 | 1 | 0 | 2 | 1  | 2  | -1  | 2   |
| Escócia                     | 3 | 0 | 2 | 1 | 2  | 3  | -1  | 2   |
| Tchecoslováquia             | 3 | 0 | 2 | 1 | 1  | 2  | -1  | 2   |
| Uruguai                     | 3 | 0 | 1 | 2 | 1  | 3  | -2  | 1   |
| Eliminados na Primeira Fase |   |   |   |   |    |    |     |     |
| França                      | 4 | 3 | 1 | 0 | 10 | 2  | +8  | 7   |
| Paraguai                    | 4 | 3 | 0 | 1 | 12 | 4  | +8  | 7   |
| Chile                       | 4 | 3 | 0 | 1 | 7  | 7  | 0   | 6   |
| Peru                        | 4 | 2 | 0 | 2 | 5  | 3  | +4  | 4   |
| Irlanda                     | 4 | 2 | 0 | 2 | 7  | 7  | 0   | 4   |
| África                      | 4 | 1 | 1 | 2 | 3  | 4  | -1  | 3   |
| Colômbia                    | 4 | 1 | 0 | 3 | 7  | 13 | -6  | 2   |
| Bolívia                     | 4 | 0 | 2 | 2 | 4  | 12 | -8  | 2   |
| Equador                     | 4 | 0 | 1 | 3 | 4  | 9  | -5  | 1   |
| Irã                         | 4 | 0 | 1 | 3 | 3  | 8  | -5  | 1   |
| CONCACAF                    | 4 | 0 | 1 | 3 | 3  | 16 | -13 | 1   |
| Venezuela                   | 4 | 0 | 1 | 3 | 3  | 17 | -14 | 1   |